# Punta de l'Ereta (Cabassers)
La Punta de l'Ereta és una muntanya de 575 metres que es troba al municipi de Cabassers, a la comarca catalana del Priorat.